# روبرت إس. جونسون
روبرت إس. جونسون (بالإنجليزية: Robert S. Johnson)‏ هو طيار وضابط أمريكي، ولد في 21 فبراير 1920 في لوتون في الولايات المتحدة، وتوفي في 27 ديسمبر 1998 في تلسا في الولايات المتحدة.